# Chaetodermomorpha
Sous-classe
Les Chaetodermomorpha sont une sous-classe de mollusques aplacophores. Selon le World Register of Marine Species, ITIS et NCBI ce taxon n'est pas valide.